# Grafen
För den grafiska tidtabellen, se Grafisk tidtabell.

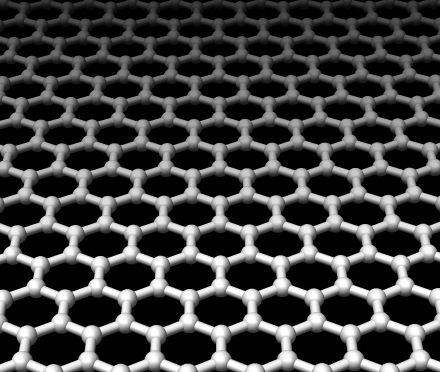
Grafen är ett skikt kolatomer ordnade i ett hönsnätsmönster.

Grafen /grafén/ [gra'feːn] är en allotrop av grundämnet kol, som till stora delar har samma egenskaper och uppbyggnad som grafit. Till skillnad från grafit utgörs grafen av en ytterst tunn skiva, endast ett atom-lager tjockt. Atomerna är ordnade i ett hexagonalt mönster, vilket ger materialet ett antal unika egenskaper utöver de som delas med grafit. Det är böjligt och mycket lätt, ett flak på en kvadratmeter väger bara 0,77 mg.
Nobelpriset i fysik 2010 tilldelades Andre Geim och Konstantin Novoselov "för banbrytande experiment rörande det tvådimensionella materialet grafen".

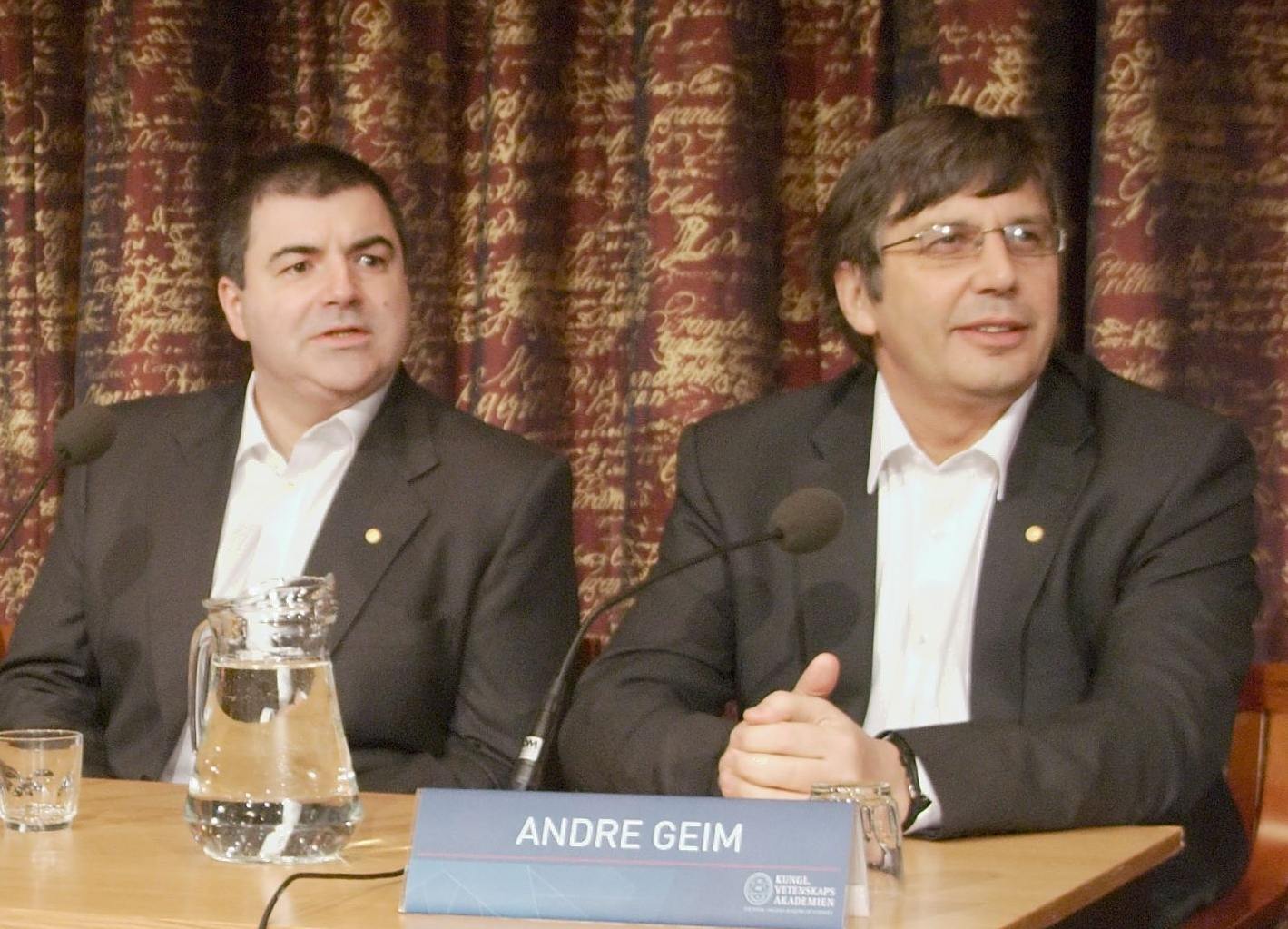
Andre Geim och Konstantin Novoselov på KVA:s presskonferens 2010

## Förekomst
Grafen finns i tre former: som flak, grafen på metall och grafen på kiselkarbid. Det finns ett flertal företag som tillverkar grafen. Forskare vid Linköpings universitet har utvecklat en metod för att framställa grafen på kiselkarbid. Materialet tillverkas av företaget Graphensic som finns i Linköping. Vid Mittuniversitetet i Sundsvall har en metod för hydromekanisk exfoliering utvecklats för framställning av grafenflak. Spinoff-företaget 2D fab har vidareutvecklat metoden och kundanpassar olika former av grafenflak. Andra svenska företag som jobbar med grafen är bland annat Graphmatech med ursprung från Uppsala Universitet och SHT Smart High-Tech med ursprung från Chalmers Tekniska Högskola. Det strategiska innovationsprogrammet SIO Grafen samlar den svenska grafen och 2D-branschens ekosystem.

### Alternativt namn
Grafen har i litteraturen ibland kallats grafin. Benämningen bör undvikas på grund av risk för förväxling med grafit.

## Egenskaper
När kolatomerna befinner sig i ett monoatomärt skikt, uppträder de, till skillnad från i grafit, inte som en halvmetall med överlappande energiband. I stället bara nuddar banden varandra, och den så kallade ferminivån kan påverkas med ett elektriskt fält över skiktet.
Grafen är det mest höghållfasta material som någonsin har testats, med en sträckgräns på 130 000 MPa vilket är 100–200 gånger högre än för många höghållfasta stål. Elasticitetsmodulen (styvheten) är omkring 1 000 GPa, eller 5 gånger högre än för stål. Materialet är dessutom genomskinligt, böjligt och har en mycket god elektrisk ledningsförmåga, vilket ökar användningsmöjligheterna. Ämnet är även ogenomträngligt för både gaser och vätskor, och fasta föremål kommer inte heller igenom det tunna lagret.
Elektronmobiliteten hos grafen har blivit uppmätt till 200 000 cm²/Vs, vilket är 100 gånger snabbare än elektronhastigheten för kisel, och 30 gånger den för galliumarsenid.
En liten mängd grafen som tillsätts polymerer kan förändra dessas egenskaper påtagligt. 0,5 promille grafen gör plasten upp till 30 °C värmetåligare, och så lite som 0,1 promille gör den drygt 30 procent styvare.

## Europeiskt forskningssamarbete
Vid en presskonferens i Bryssel den 28 januari 2013 meddelade EU-kommissionens vice ordförande Neelie Kroes att Chalmers tekniska högskola i Göteborg har fått EU:s uppdrag att leda deras hittills största forskningsinitiativ, kring supermaterialet grafen. Finansieringen på totalt upp till 9 miljarder svenska kronor motsvarar tio års arbete för tusen forskare. 
Sex europeiska lag, med helt olika vetenskapliga visioner, har kämpat i mer än två år om denna ”historiens största utmärkelse för excellent forskning”, i EU-kommissionens beskrivning. Två vinnare offentliggjordes, det andra kring medicinsk teknik där Karolinska institutet har en framträdande roll.
Allra högst rankas det Chalmers-ledda ”Graphene Flagship”, som redan från start omfattar 126 akademiska och industriella forskningsgrupper i 17 europeiska länder, och vars vetenskapliga råd rymmer fyra nobelpristagare. Flaggskeppet kastade loss under 2013 med en budget på 54 miljoner euro för de första 30 månaderna, medel ur EU:s sjunde ramprogram. Ledare för hela projektet är Jari Kinaret, professor i fysik vid Chalmers.
Projektet ”Graphene”s uppdrag blir att i samarbete med spetsföretag på området flytta materialet grafen och liknande nanoteknik-material från forskarlabben ut i var mans hand genom att revolutionera ett flertal industrier. Därigenom hoppas EU kunna skapa ekonomisk tillväxt och nya arbetstillfällen i Europa.
Vid sidan av grupperna från Chalmers och KI involveras även forskargrupper från Umeå universitet och Linköpings universitet. Enligt plan kommer de svenska grupperna tillsammans att få 2,4 miljoner euro från EU i denna startfas. Chalmers får dessutom 2,7 miljoner euro från EU för sin koordinerande roll.

## Möjlig användning
Materialet är böjligt och exempel på förväntade grafenbaserade produkter är ultrasnabb och formmässigt flexibel elektronik såsom trycksensorer för tryckkänsliga skärmar, elektroniskt papper och böjbara smarttelefoner , samt lättare och mer energieffektiva flygplan.
Materialet leder elektricitet mycket bra, bättre än kisel, och borde kunna användas i avancerade batterier. Det gör också grafen till en väldigt bra komponent för transistorer till framtida datorer. På sikt förväntas grafen ge upphov till helt nya typer av datorer och revolutionerande medicinska tillämpningar såsom konstgjorda näthinnor.
Grafens formbara kemi, stora ytarea, atomtjocklek och molekylärt spärrbara struktur gör antikropps-funktionaliserade grafenskivor till utmärkta kandidater för mikrobiell detektion och diagnosverktyg för däggdjur.
Grafens mest ambitiösa biologiska tillämpning är som snabb, billig elektronisk DNA-sekvensering. Integrering av grafenlager (0,34 nm tjocka) som nanoelektroder i en nanopor kan lösa en av flaskhalsarna hos nanopor-baserad singel-molekyl DNA-sekvensering.

## Teoretiska överväganden

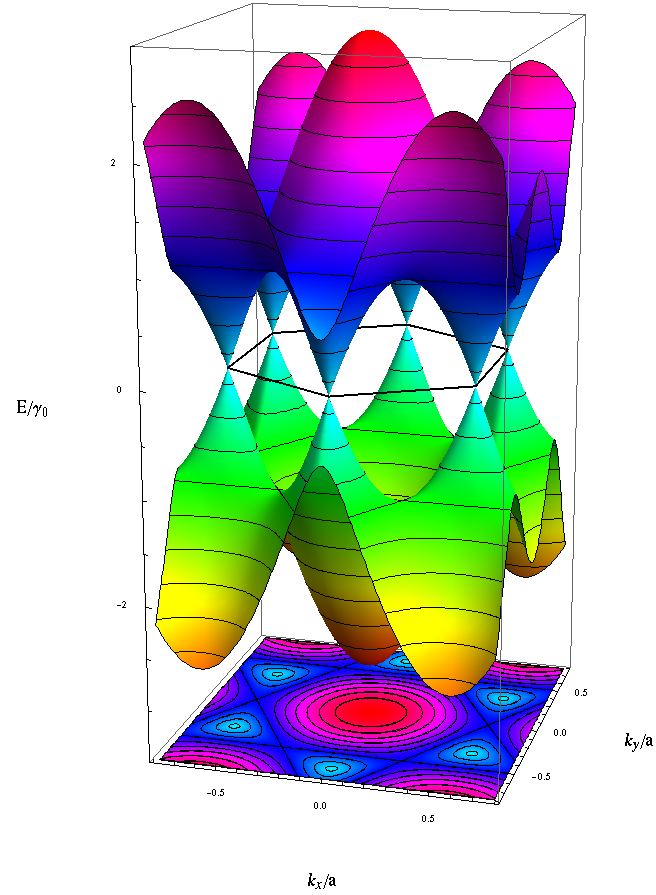
Energi hos elektroner med vågtalet k i grafen, beräknad som Tight-binding-approximation. De obesatta (och besatta) tillstånden, färgade blå–röd (respektive gul–grön), berör varandra utan energigap exakt vid intillnämnda sex k-vektorer.

Grafens elektriska egenskaper kan beskrivas med en konventionell Tight-binding-modell; i denna modell är energin hos elektroner med vågvektorn k
{\displaystyle E=\pm {\sqrt {\gamma _{0}^{2}\left(1+4\cos ^{2}{\frac {k_{y}a}{2}}+4\cos {\frac {k_{y}a}{2}}\cdot \cos {\frac {k_{x}{\sqrt {3}}a}{2}}\right)}}}
med närmaste grannens hoppande energi γ0 ≈ 2,8 eV och gitterkonstanten a ≈ 2,46 Å. Lednings- och valensband, respektive, motsvarar dispersionssambandets olika tecken; de nuddar varandra i sex punkter, "K-värdena".